# Windows 3.1x
Windows 3.1x je v informatice označení pro sérii grafických uživatelských rozhraní od firmy Microsoft, jejichž první verze 3.1 byla vydána 6. dubna 1992 a poslední v roce 1994. Jedná se o 16bitovou nadstavbu operačního systému DOS. Byla to první řada Windows k dispozici i v češtině. Nástupcem byl systém Windows 95.

## Prostředí
Systém DOS poskytoval pouze příkazový řádek, který byl pro snadné ovládání počítače nedostatečný. Z příkazového řádku bylo možné netriviálním způsobem spouštět další programy. Programy používaly textové uživatelské rozhraní nebo vytvářely vlastní grafické uživatelské rozhraní, avšak ze strany systému DOS pro to neexistovala žádná podpora a každý program si své rozhraní musel sám vytvářet i obsluhovat.
Microsoft uvedl na trh grafickou nástavbu Windows, poskytující MS-DOSu grafické uživatelské rozhraní, v roce 1985, prvního výraznějšího úspěchu dosáhl při vydání Windows 3.0, který zavedl reprezentaci programů a souborů jako ikon a umožnil snadnější spouštění programů uživatelem. Programům samotným grafické prostředí poskytovalo sadu knihoven a funkcí, které umožňovaly vytvořit prostředí WIMP (tj. okno, ikona, kontextová nabídka, polohovací zařízení), kde programy prezentují svůj výstup v oknech, jsou k dispozici tlačítka, vstupní políčka, menu a vše se ovládá počítačovou myší. Windows 3.1x převzaly uživatelské rozhraní a prostředí z Windows 3.0, došlo jen k mírným změnám. Zároveň byly k dispozici funkce pro podporu tisku na tiskárně a podobně.
Základním prvkem byl Správce programů (Program manager, progman.exe), který ve svém okně umožňoval vytvářet ikony a seskupovat je do skupin uvnitř vnořených oken. Neexistovala tedy dnes známá podoba s panelem (lištou) a na ní umístěné nabídce Start. Ukončení tohoto Správce programů znamenalo (v závislosti na system.ini) ukončení Windows 3.1x a návrat do textového rozhraní DOSu.

## Verze

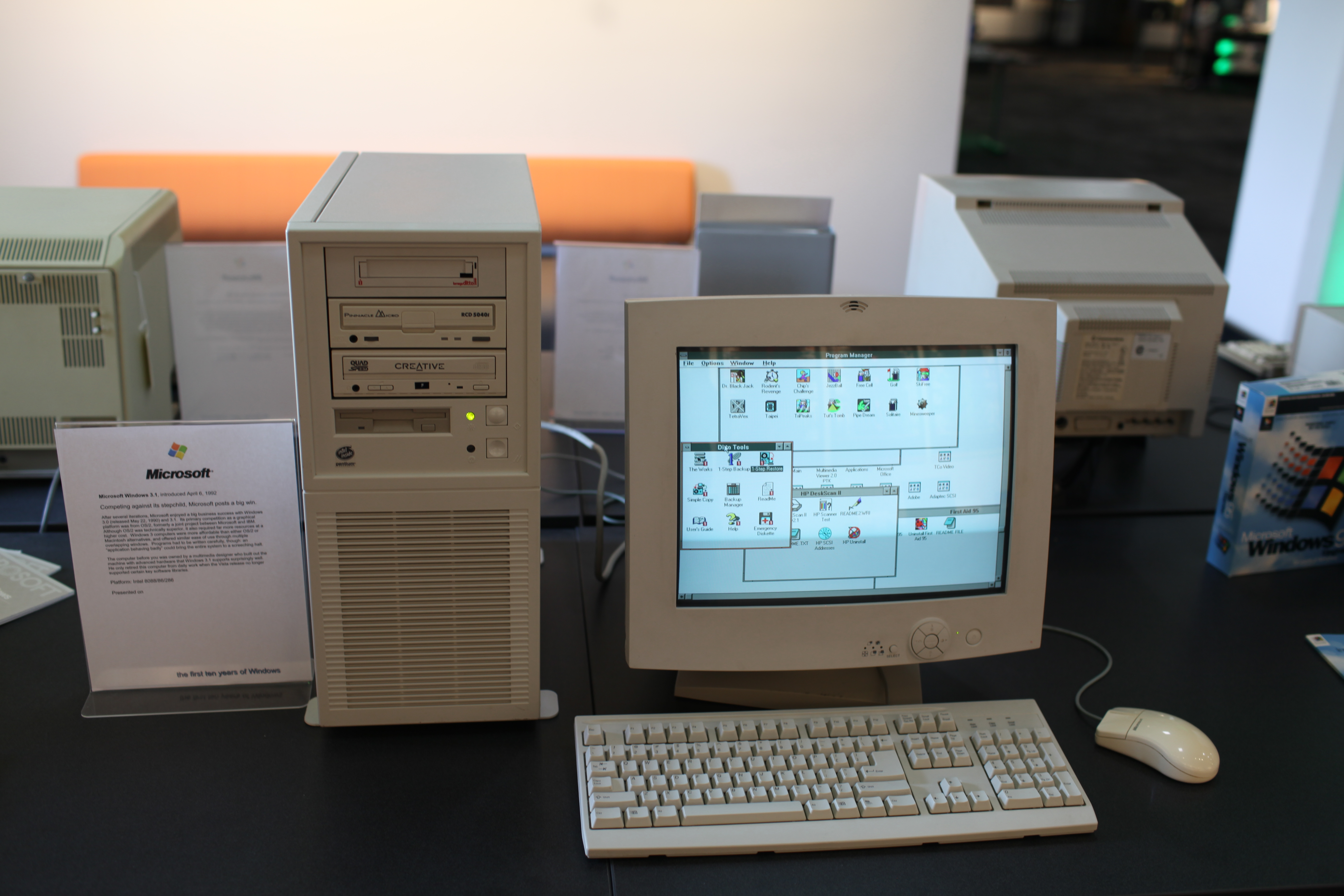
Windows 3.11

V září 1992 vyšla speciální verze s názvem Windows 3.1 for Central and Eastern Europe, ta umožnila využití cyrilice (azbuka) a fontů s diakritickými znaménky středo a východoevropských jazyků. Podobně vydal Microsoft také Windows 3.1J s podporou japonštiny. 
Windows 3.11 byly vydány 8. listopadu 1993. Oproti Windows 3.1 přinesly vestavěnou síťovou podporu a zlepšovaly podporu multimédií (zvukových karet, ovládání CD-ROM apod.) O dva týdny později vyšla aktualizace s podporou čínštiny. Windows 3.2 vydané v listopadu 1994 přinesly navíc jen vylepšení podpory čínského jazyka.

## Programové vybavení
Správce souborů (File manager, winfile.exe) umožňoval správu souborů a adresářů (podobal se dnešnímu Průzkumníku – každé okno obsahovalo dvě části – strom složek a obsah aktuální složky). Kopírování probíhalo přes schránku, bylo podporováno filtrování.
Windows 3.1x obsahovaly různé základní aplikace: Poznámkový blok (notepad.exe), Write (write.exe, dnešní WordPad), Malování (Paintbrush, pbrush.exe) atp. Obsahovaly také Přehrávač záznamů (dnešní Windows Media Player, tehdy uměl přehrát WAV, MIDI a AVI), Přehrávač CD a Záznam zvuku (ten doznal výraznějších změn až ve Windows 7, dříve sndrec.exe, v např. Windows XP sndrec32.exe).
V rámci přípravy přechodu na 32bitový operační systém a 32bitové aplikace bylo možné do Windows přidat tzv. Win32s, což byl soubor knihoven s 32bitovým API.

## Ovládací panel
Nástroj Ovládací panel (control.exe) sloužil ke konfiguraci Windows. Mohlo to být např. barevné schéma, nastavení myši a klávesnice, instalace ovladačů, ale také celkem dost podrobné nastavení portů a podobně.

## Multitasking
Windows 3.1x podporovaly (stejně jako všechny 16bitové Windows) pouze kooperativní multitasking, takže jedna vadná aplikace mohla zcela zablokovat chod celého systému.

## Počítačová síť
Windows for Workgroups 3.11 obsahovaly podporu počítačových sítí, a to nejen sítí Microsoftu, ale i těch ostatních (jako od IBM, Novellu atp.). Umožněno bylo také sdílení souborů a tiskáren nebo třeba posílání e-mailů. Pro podporu protokolů TCP/IP bylo nutné používat externí program (např. Trumpet Winsock).

## Vydané verze

### Řádná vydání
| Verze                  | Číslo sestavení (build) | Datum vydání      |
| ---------------------- | ----------------------- | ----------------- |
| 3.1                    | 103                     | 6. dubna 1992     |
| 3.1                    | 103                     | září 1992         |
| 3.11                   | 002                     | 8. listopadu 1993 |
| 3.2                    | 153                     | listopad 1994     |
| Windows for Workgroups |                         |                   |
| 3.1                    | 102                     | 27. října 1992    |
| 3.11                   | 300                     | 8. listopadu 1993 |

## Poznámka
1. ↑  Edice for Central and Eastern Europe
2. ↑  Pozdější sestavení 104 vyšlo v roce 1993.